# Kyrie Irving
Kyrie Andrew Irving (Melbourne, Victoria, Australia, 23 de marzo de 1992) es un jugador de baloncesto estadounidense que pertenece a la plantilla de los Dallas Mavericks de la NBA. Con 1,88 metros de estatura, juega en la posición de base.

## Trayectoria deportiva

### Universidad
Tras haber disputado en 2010 el prestigioso McDonald's All American Game, jugó durante una temporada con los Blue Devils de la Universidad de Duke, en la que promedió 17,5 puntos, 4,3 asistencias y 3,4 rebotes por partido. Allí, bajo las órdenes de Mike Krzyzewski, tuvo un arranque espectacular, liderando a su equipo en los 8 primeros partidos disputados con 17,4 puntos, con un 53,4% de acierto en los tiros de campo, a lo que añadió 5,1 asistencias, 3,8 rebotes y 1,5 robos de balón por encuentro.
Pero en su octavo partido ante Butler, Irving sufrió una grave lesión en el dedo pulgar de su pie derecho que le mantuvo alejado de las pistas durante 3 meses. Reapareció en el mes de marzo, justo para disputar el Torneo de la NCAA, en el que cayeron ante Arizona Wildcats en octavos de final, en un partido en el que consiguió 28 puntos saliendo desde el banquillo.
Es el segundo jugador nacido en Australia en ser elegido en el número 1 del Draft de la NBA tras Andrew Bogut, que lo fue en 2005.

#### Estadísticas
| Año     | Equipo | PJ | PT | MPP  | %TC  | %3P  | %TL  | RPP | APP | ROB | TPP | PPP  |
| ------- | ------ | -- | -- | ---- | ---- | ---- | ---- | --- | --- | --- | --- | ---- |
| 2010–11 | Duke   | 11 | 11 | 29.8 | .529 | .462 | .901 | 3.4 | 4.3 | 1.5 | .5  | 17.5 |

### Profesional

#### Cleveland Cavaliers (2011-2017)

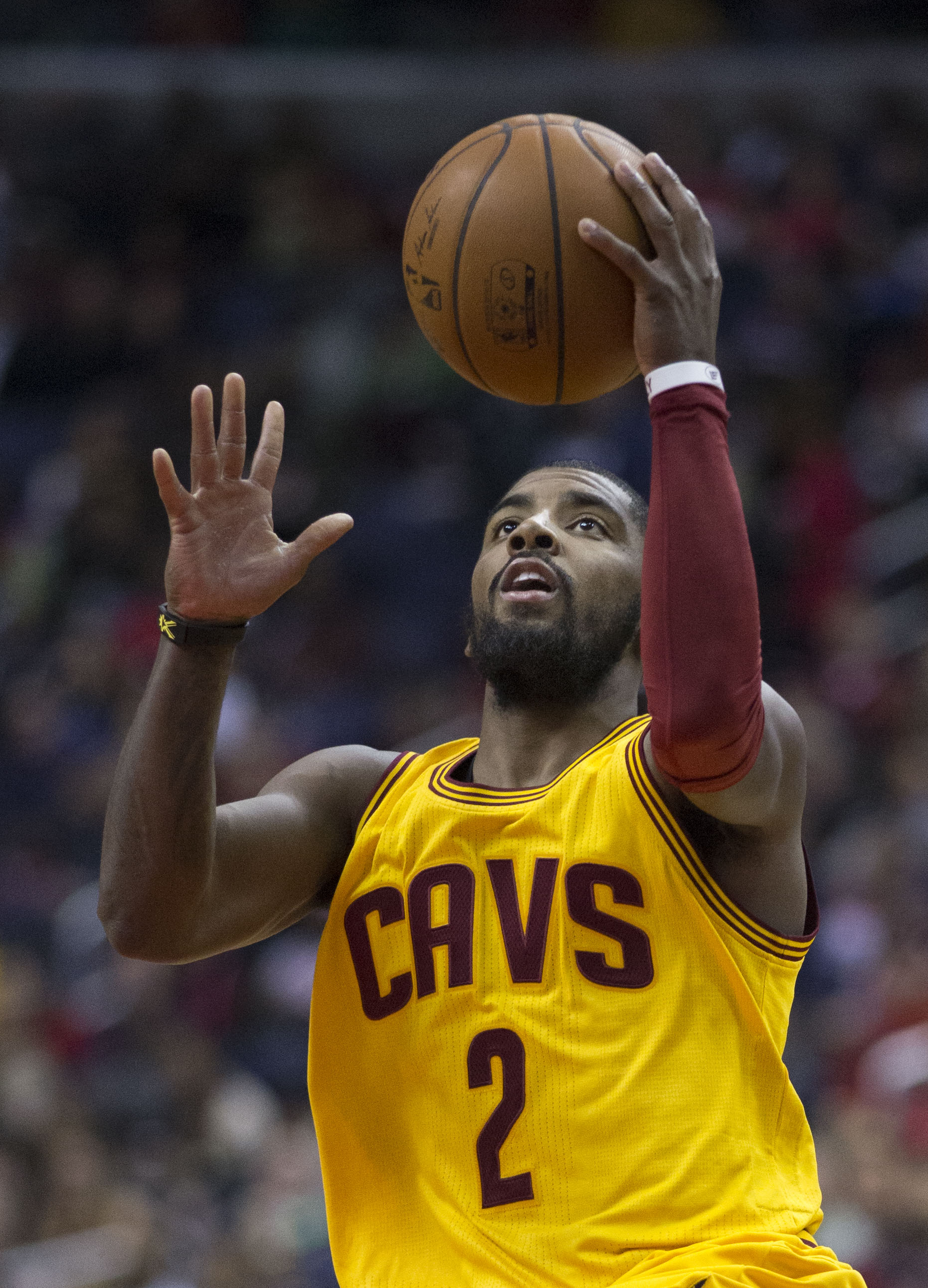
Irving con los Cavs en 2014.

##### Temporada 2011-12: Rookie del Año
Fue elegido en la primera posición del Draft de la NBA de 2011 por Cleveland Cavaliers.
Irving fue seleccionado para el 2012 Rising Stars Challenge, anotando 34 puntos en el partido, incluyendo ir 8-8 desde la línea de tres puntos, y ganó el premio al MVP del partido. Al acabar la temporada, Irving ganó el premio al Rookie del Año de la NBA. Él también recibió la selección unánime al primer equipo de Novatos de la NBA. Durante la temporada, Irving promedió 18.5 puntos, 5.4 asistencias.

##### Temporada 2012-13: Primer All-Star
Irving se lesionó el dedo índice el 17 de noviembre. A pesar de ello volvió a jugar el siguiente partido, donde se agravó la lesión y le obligó a perderse tres semanas de campeonato.
En su segundo partido tras su regreso, contra los New York Knicks, Irving anotó 41 puntos con 5 asistencias y 5 rebotes usando una máscara protectora por una fractura en la cara. Irving se convirtió en el jugador más joven en anotar 40 puntos en el Madison Square Garden siendo un año más joven que Michael Jordan que lo hizo en 1985. El 15 de diciembre consiguió su máxima anotación en la liga con 44 puntos. Irving fue seleccionado para jugar en su primer All-Star Game de la NBA. También participó en el Rising Stars Challenge anotando 32 puntos para el equipo de Shaq en un esfuerzo por perder. Otro triunfo en este fin de semana lo realizó en el concurso de triples siendo el ganador de dicho concurso con 23 puntos enfrentándose a Matt Bonner en la final.

##### Temporada 2013-14: MVP del All-Star
Irving fue votado por los aficionados para ser el base titular de la Conferencia Este en el All-Star Game de la NBA 2014. Irving registró 31 puntos y 14 asistencias y ganó el MVP del partido con el Este venciendo al oeste 163-155.
Irving promedió 20.8 puntos, 6.1 asistencias, 3.6 rebotes y 1.5 robos en la temporada.

##### Temporada 2014-15: Primera final
El 28 de enero de 2015 anota 55 puntos frente a Portland Trail Blazers, la que era su mejor anotación de su carrera hasta la fecha. El 12 de marzo de 2015 consigue la que es hasta el momento su mayor registro en anotación, 57 puntos, frente a San Antonio Spurs. En este partido a su vez consiguió los dos últimos triples que le dieron la posibilidad de igualar y superar a los rivales, alcanzando la victoria para los Cavaliers, en cancha de los Spurs.
Los Cavaliers terminaron la temporada regular como el n.º 2 en la Conferencia Este con un récord general de 53-29. En su primer partido de playoff de su carrera el 19 de abril, Irving anotó 30 puntos en una victoria 113-100 sobre los Celtics de Boston en el 1.er partido de su emparejamiento de la primera ronda playoff. Irving continuó ayudando a los Cavaliers a llegar a las Finales de la NBA por segunda vez en la historia de la franquicia, a pesar de haber perdido dos partidos en las Finales de la Conferencia Este contra los Atlanta Hawks. En el primer partido de las Finales de la NBA contra los Golden State Warriors Kyrie sufrió una lesión en la rodilla, Irving fue descartado para el resto de la serie al día siguiente con una fractura de la rótula izquierda que requirió cirugía, y estaría de tres a cuatro meses lesionado. Los Cavaliers perdieron la final contra los Golden State Warriors de Stephen Curry en seis partidos (4-2).

##### Temporada 2015-16: Primer anillo
Tras superar la lesión en la rodilla sufrida en las finales y perderse el inicio de la temporada 2015-16, hizo su debut en la temporada el 20 de diciembre, anotando 12 puntos en 17 minutos como titular contra los Philadelphia 76ers.
Los Cavaliers terminaron la temporada regular como el n.º 1 en la Conferencia Este con un récord de 57-25. Los Cavaliers arrasaron en los playoffs de la Conferencia Este con un récord de 12-2 para llegar a la final de la NBA 2016, donde se enfrentaron a los Golden State Warriors por segundo año consecutivo. Irving erró muchos de sus lanzamientos en el 1.er partido de las finales, 7-de-22 en tiros de campo para 26 puntos, pues los Cavaliers fueron derrotados 104-89. Cuando los Cavaliers se encontraban perdiendo 3-1 en la serie, Irving y LeBron James asumieron el control en el 5º partido anotando cada uno 41 puntos para llevar a los Cavaliers a una victoria 112-97, forzando un sexto partido. Irving y James se convirtieron en los primeros compañeros de equipo en anotar 40 puntos en un partido de finales de la NBA. Los Cavaliers también consiguieron forzar un 7º partido, haciendo que el título se decidiese en el último partido, tras ir perdiendo 3-1 en las finales. En el 7º partido, Irving anotó un triple a falta de 53 segundos para el final que puso a los Cavaliers con una ventaja de 92-89, y ganaron el partido 93-89. Los Cavaliers ganaron la serie 4-3 y se convirtieron en el primer equipo en recuperarse de un déficit de 3-1, superando a los Golden State Warriors.

##### Temporada 2016-17: Tercera final consecutiva
El 25 de octubre de 2016, después de recibir su primer anillo de campeón, Irving anotó 29 puntos en una victoria por 117-88 sobre los New York Knicks.
El 20 de marzo de 2017 anota 46 puntos ante los Lakers.
En el cuarto partido de las Finales de la Conferencia Este contra los Celtics de Boston, Irving anotó 42 puntos en playoffs, siendo esta anotación su récord en playoff. Con 24 puntos en el 5º partido de la serie, Irving ayudó a los Cavaliers a derrotar a los Celtics 135-102 para reclamar su tercer título consecutivo de la Conferencia Este y un viaje de regreso a las Finales de la NBA, que sería la tercera consecutiva entre Cavaliers y Warriors. 
Los Golden State Warriors, contaron con la incorporación de Kevin Durant, y los Cavaliers poco pudieron hacer ante la superioridad de su rival, perdiendo la final 4-1.

#### Boston Celtics (2017-2019)

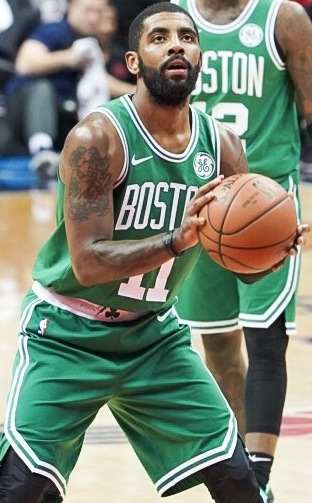
Irving con los Celtics en 2018.

##### Temporada 2017-18: Primera temporada en el Garden
En julio de 2017, Irving pidió a los Cavaliers que lo traspasaran, prefiriendo ser el jugador referencia de un equipo en lugar de continuar jugando junto a LeBron James. Kyrie consideraba que era el momento de empezar a destacar por sí mismo y dejar de estar bajo la sombra de LeBron.
El 22 de agosto de 2017, Irving fue traspasado a los Celtics de Boston a cambio de Jae Crowder, Isaiah Thomas, Ante Žižić, y los derechos a la selección de primera ronda del draft de 2018 de Brooklyn Nets.
El 7 de abril de 2018, se sometió a una cirugía a la rodilla, lo que causó que esté de 3 a 4 meses fuera de las canchas, perdiéndose los playoffs.

##### Temporada 2018-19: Decepción en postemporada
La temporada siguiente, ya con Irving recuperado, y que promedió los mejores registros de su carrera, tanto en asistencias (6.9) como en rebotes (5.0), los Celtics lograron la quinta plaza del Este. 
En primera ronda de Playoffs, se enfrentan a Indiana Pacers, a los que vencen por 4-0. En semifinales de Conferencia, a pesar de ganar con brillantez el primer partido de la serie, caen eliminados ante los Milwaukee Bucks del griego Giannis Antetokounmpo por 4-1.

#### Brooklyn Nets (2019-2023)

##### Temporada 2019-20: Plaga de lesiones
El 30 de junio de 2019, firma un contrato de $141 millones por 4 años con los Brooklyn Nets.
El 23 de octubre de 2019, Irving hace su debut con los Nets, con 50 puntos, 8 rebotes y 7 asistencias en la derrota ante Minnesota Timberwolves (127–126), convirtiéndose en el primer jugador en la historia de la NBA en anotar 50 puntos, debutando con un equipo.
Esa temporada se perdió 26 encuentros consecutivos al sufrir una lesión en el hombro derecho, volviendo a las pistas el 12 de enero de 2020, en la victoria ante Atlanta Hawks (108–86). El 31 de enero, Irving anota su récord de esa temporada con 54 puntos en la victoria ante los Chicago Bulls (133–118). Pero el 20 de febrero, se anunció que se sometería a una operación en el hombro, con lo que decía adiós a la temporada, habiendo disputado únicamente 20 encuentros con los Nets, pero con el mejor registro anotador de su carrera: 27,4 puntos por partido.

##### Temporada 2020-21: Buenos números, mala suerte
Tras disputar los primeros 7 encuentros de temporada regular junto a su nuevo compañero Kevin Durant, Irving se perdió 7 encuentros consecutivos por, según sus declaraciones: «distintas razones personales y familiares». Los dos últimos partidos fueron debido al protocolo de salud y seguridad de la NBA, ya que Irving, fue multado con 50.000 dólares por no cumplir la normativa vigente respecto al COVID-19, tras ser visto en un vídeo, compartido en redes sociales, en una fiesta familiar sin usar mascarilla. En consecuencia, vio disminuidos sus ingresos en otros 930.000 dólares por estos dos encuentros perdidos. El 18 de febrero, fue elegido por séptima vez para disputar el All-Star Game que se celebró en Atlanta. Al término de la temporada regular, registró unos porcentajes de 51% en tiros de campo, 40% en triples y 92% en tiros libres, uniéndose al Club del 50-40-90.

##### Temporada 2021-22: Polémica y restricciones
.

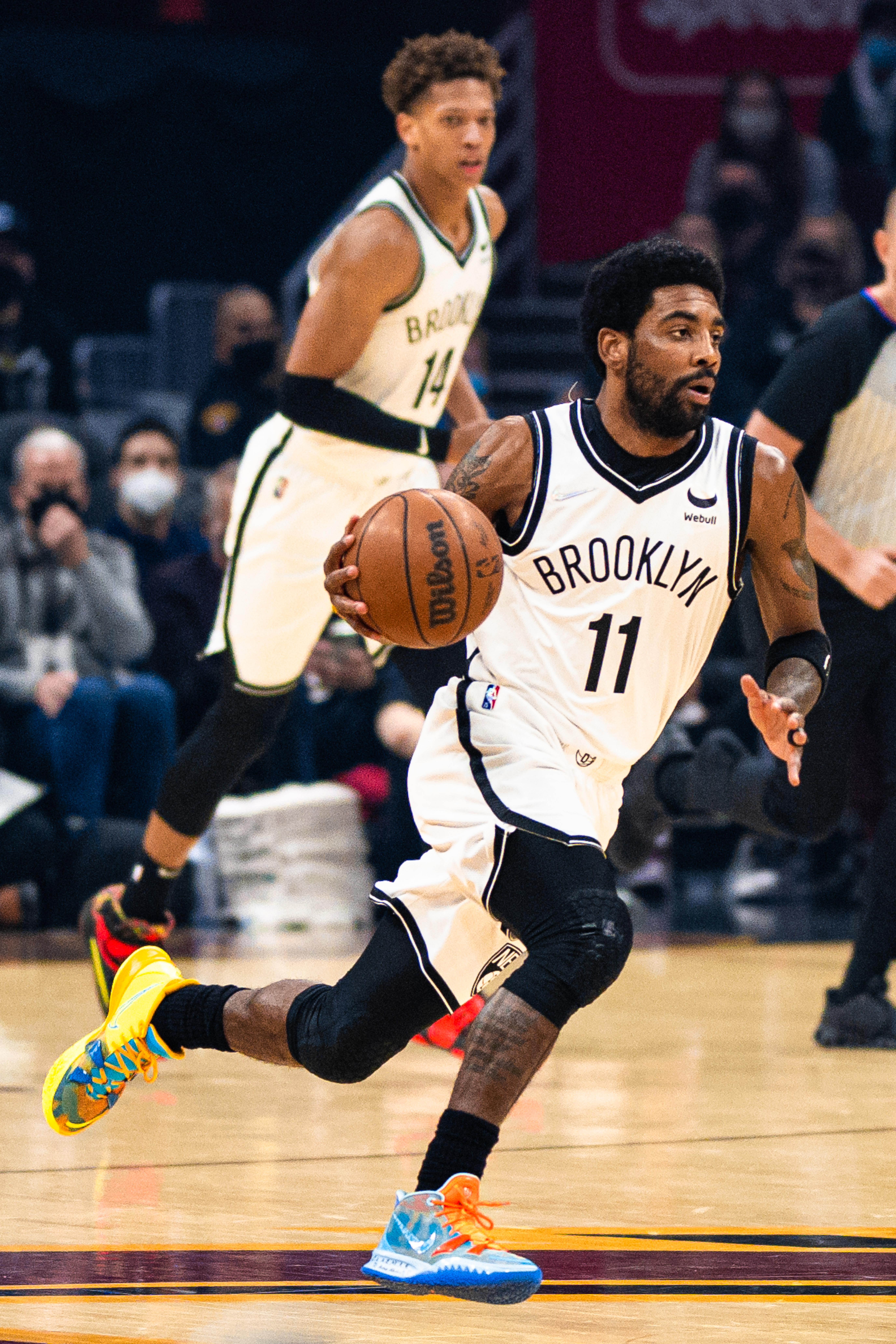
Irving con los Nets en 2022

Antes del comienzo de la temporada 2021-22 Irving se vio envuelto en varias polémicas, tras su rechazo a vacunarse contra el COVID-19. A primeros de octubre no pudo entrenar con el equipo debido a las restricciones propias del estado de Nueva York, en las que las personas no vacunadas no podían acceder a recintos deportivos públicos. Finalmente pudo hacerlo ya que se determinó que el HSS Training Center, el lugar en el que entrenan los Nets, es un centro privado y no se le deben aplicar las mismas restricciones que a los gimnasios. También se determinó que no podría jugar los partidos como local, por lo que su entrenador se resignó diciendo: "«Creo que reconocemos que no va a estar jugando en casa. Seguro que vamos a tener que jugar sin él este año. Así que ahora se trata de cuándo, dónde y cuánto». Pero el 12 de octubre, el general manager de los Nets, Sean Marks, dijo en un comunicado oficial que no permitirán jugar o entrenar a Irving con el grupo hasta que no cumpla con las reglas de vacunación establecidas por el estado de Nueva York. El 18 de diciembre, la franquicia comunicó que Irving había iniciado el proceso para reincorporarse al equipo. El 29 de diciembre entrenó, por primera vez esa temporada, con el equipo. Finalmente debutó esa temporada el 5 de enero de 2022 ante Indiana Pacers con 22 puntos. El 20 de enero la NBA le multa con $25 000 dólares por dirigir lenguaje obsceno a un aficionado durante un encuentro ante Cleveland Cavaliers. El 8 de marzo ante Charlotte Hornets anotó 50 puntos, con un 15/19 en tiros de campo, incluyendo 9 triples. El 15 de marzo ante Orlando Magic anota 60 puntos, su récord personal y también el de la franquicia. El 27 de marzo disputa su primer partido como local en el Barclays Center ante Charlotte Hornets, tras haber cambiado la legislación y existir una nueva excepción para no vacunados en el estado de Nueva York. El 5 de abril ante Houston Rockets anota 42 puntos. El 19 de abril, fue sancionado por la NBA con 50 000 dólares por «hacer gestos obscenos en la cancha y dirigir lenguaje inadecuado hacia los espectadores situados en las gradas.» Estos incidentes ocurrieron durante el primer partido de la serie de primera ronda entre Brooklyn y Boston.

##### Temporada 2022-23: All-Star y traspaso
El 2 de noviembre de 2022, los Nets le suspendieron con al menos cinco partidos, por promocionar, en sus redes sociales, una película considerada de carácter antisemita. Al día siguiente pidió disculpas en su cuenta de Instagram, diciendo: «perdón a todas las familias y comunidades judías que se han visto afectadas por la publicación». Pero para los Nets esto fue insuficiente y la organización neoyorquina impuso una serie de requisitos que debe cumplir, para que se pueda reincorporar al equipo. Durante esos días se hizo público que la marca deportiva Nike, había decidido suspender su relación con el jugador, quedándose sin patrocinio y cancelando el lanzamiento de su modelo de zapatillas Kyrie 8. El 16 de diciembre ante Toronto Raptors, anota 32 puntos y la canasta ganadora sobre la bocina. El 20 de enero de 2023 anota 48 puntos ante Utah Jazz. El 26 de enero fue elegido como titular para participar en el All-Star Game de 2023 de Salt Lake City, siendo su octava participación en el partido de las estrellas. Esa misma noche anota 40 puntos ante Detroit Pistons.

#### Dallas Mavericks (2023-presente)
A principios de febrero de 2023, se hizo pública su solicitud de traspaso antes del 9 de febrero, fecha límite para traspasos esa temporada. A los pocos días, el 5 de febrero es traspasado, junto a Markieff Morris, a Dallas Mavericks a cambio de Dorian Finney-Smith, Spencer Dinwiddie y la primera ronda del draft de 2029. El 2 de marzo anota 40 puntos y reparte 12 asistencias ante Philadelphia 76ers. El 2 de abril anota 40 puntos ante Atlanta Hawks.

##### Temporada 2023-24: Derrota en las Finales
En junio de 2023, acuerda una extensión de contrato con los Mavs por 3 años y $126 millones. El 11 de enero de 2024 anota 44 puntos y reparte 10 asistencias ante New York Knicks. El 15 de enero anota 41 puntos ante New Orleans Pelicans. El 17 de marzo anota 24 puntos y consigue la canasta ganadora sobre la bocina ante Denver Nuggets, con un semigancho con la mano izquierda desde la línea de tiros libres. El 7 de abril anota 48 puntos ante Houston Rockets. Ya en postemporada, el 28 de abril en el cuarto encuentro de primera ronda ante Los Angeles Clippers, anotó 40 puntos.

##### Temporada 2024-25: Lesión de rodilla
Antes del comienzo de la temporada, en julio de 2024, se somete a cirugía para reparar una fractura en la mano izquierda. El 10 de noviembre de 2024 anota 43 puntos ante Denver Nuggets. El 28 de diciembre anota 46 puntos ante Portland Trail Blazers. El 11 de febrero de 2025 se anunció su participación como reemplazo en el All-Star Game, siendo la novena participación de su carrera. Al día siguiente, el 12 de febrero, anota 42 puntos ante Golden State Warriors. El 3 de marzo ante Sacramento Kings cae lesionado y se le diagnostica rotura del ligamento cruzado de la rodilla, poniendo fin a su temporada.
En julio de 2025 acuerda una extensión de contrato con los Mavs por tres años y $119 millones.

## Estadísticas de su carrera en la NBA
|  | Denota temporada en la que ganó el Campeonato de la NBA |

### Temporada regular
| Año      | Equipo    | PJ  | PT  | MPP  | %TC  | %3P  | %TL  | RPP | APP | ROB | TPP | PPP  |
| -------- | --------- | --- | --- | ---- | ---- | ---- | ---- | --- | --- | --- | --- | ---- |
| 2011-12  | Cleveland | 51  | 51  | 30.5 | .469 | .399 | .872 | 3.7 | 5.4 | 1.1 | .4  | 18.5 |
| 2012-13  | Cleveland | 59  | 59  | 34.7 | .452 | .391 | .855 | 3.7 | 5.9 | 1.5 | .4  | 22.5 |
| 2013-14  | Cleveland | 71  | 71  | 35.2 | .430 | .358 | .861 | 3.6 | 6.1 | 1.5 | .3  | 20.8 |
| 2014-15  | Cleveland | 75  | 75  | 36.4 | .468 | .415 | .863 | 3.2 | 5.2 | 1.5 | .3  | 21.7 |
| 2015-16  | Cleveland | 53  | 53  | 31.5 | .448 | .321 | .885 | 3.0 | 4.7 | 1.1 | .3  | 19.6 |
| 2016-17  | Cleveland | 72  | 72  | 35.1 | .473 | .401 | .905 | 3.2 | 5.8 | 1.2 | .3  | 25.2 |
| 2017-18  | Boston    | 60  | 60  | 32.2 | .491 | .408 | .889 | 3.8 | 5.1 | 1.1 | .3  | 24.4 |
| 2018-19  | Boston    | 67  | 67  | 33.0 | .487 | .401 | .873 | 5.0 | 6.9 | 1.5 | .5  | 23.8 |
| 2019-20  | Brooklyn  | 20  | 20  | 32.9 | .478 | .394 | .922 | 5.2 | 6.4 | 1.4 | .5  | 27.4 |
| 2020-21  | Brooklyn  | 54  | 54  | 34.9 | .506 | .402 | .922 | 4.8 | 6.0 | 1.4 | .7  | 26.9 |
| 2021-22  | Brooklyn  | 29  | 29  | 37.6 | .469 | .418 | .915 | 4.4 | 5.8 | 1.4 | .6  | 27.4 |
| 2022-23  | Brooklyn  | 40  | 40  | 37.0 | .486 | .374 | .883 | 5.1 | 5.3 | 1.0 | .8  | 27.1 |
| 2022-23  | Dallas    | 20  | 20  | 38.2 | .510 | .392 | .947 | 5.0 | 6.0 | 1.3 | .6  | 27.0 |
| 2023-24  | Dallas    | 58  | 58  | 35.0 | .497 | .411 | .905 | 5.0 | 5.2 | 1.3 | .5  | 25.6 |
| 2024-25  | Dallas    | 50  | 50  | 36.1 | .473 | .401 | .916 | 4.8 | 4.6 | 1.3 | .5  | 24.7 |
| Total    | Total     | 779 | 779 | 34.5 | .474 | .394 | .888 | 4.1 | 5.6 | 1.3 | .4  | 23.7 |
| All-Star | All-Star  | 9   | 6   | 25.3 | .598 | .460 | .750 | 6.0 | 9.2 | 1.2 | .1  | 19.1 |

### Playoffs
| Año   | Equipo    | PJ | PT | MPP  | %TC  | %3P  | %TL   | RPP | APP | ROB | TPP | PPP  |
| ----- | --------- | -- | -- | ---- | ---- | ---- | ----- | --- | --- | --- | --- | ---- |
| 2015  | Cleveland | 13 | 13 | 35.7 | .438 | .450 | .841  | 3.6 | 3.8 | 1.3 | .8  | 19.0 |
| 2016  | Cleveland | 21 | 21 | 36.9 | .475 | .440 | .875  | 3.0 | 4.7 | 1.7 | .6  | 25.2 |
| 2017  | Cleveland | 18 | 18 | 36.3 | .468 | .373 | .905  | 2.8 | 5.3 | 1.3 | .4  | 25.9 |
| 2019  | Boston    | 9  | 9  | 36.7 | .385 | .310 | .900  | 4.4 | 7.0 | 1.3 | .4  | 21.3 |
| 2021  | Brooklyn  | 9  | 9  | 36.1 | .472 | .369 | .929  | 5.8 | 3.4 | 1.0 | .6  | 22.7 |
| 2022  | Brooklyn  | 4  | 4  | 42.6 | .444 | .381 | 1.000 | 5.3 | 5.3 | 1.8 | 1.3 | 21.3 |
| 2024  | Dallas    | 22 | 22 | 40.0 | .467 | .390 | .849  | 3.7 | 5.1 | 1.0 | .3  | 22.1 |
| Total | Total     | 96 | 96 | 37.5 | .458 | .392 | .883  | 3.7 | 4.9 | 1.3 | .6  | 23.0 |

## Vida personal
Kyrie Irving nació en la ciudad australiana de Melbourne, Victoria, pero es de padres estadounidenses, Drederick y Elizabeth, y tras su nacimiento posteriormente se trasladó a EE. UU., donde creció y fue a la Universidad de Duke. Aun así, Irving mantiene la doble nacionalidad australiana-estadounidense.
A Irving le gusta leer, cantar, bailar y tocar el saxofón barítono. Su padrino es el exjugador de la NBA, Rod Strickland. Su primo, Isaiah Briscoe, jugó al baloncesto universitario en Kentucky y se declaró elegible para el Draft de la NBA de 2017.
Irving y su exnovia, Andrea Wilson, tuvieron una hija, Azurie Elizabeth Irving, que nació el 23 de noviembre de 2015. El segundo nombre de Azurie, Elizabeth, se lo pusieron en honor a la madre de Kyrie, fallecida en 1996.
En mayo de 2011, Irving prometió a su padre acabar el título de grado en Duke en un plazo de cinco años. Sin embargo, en 2016, sin haberlo terminado, dijo que había pospuesto sus planes:

"When I leave the game of basketball, then I'll focus on the next step of my life".
"Cuando deje el baloncesto, me centraré en el siguiente paso de mi vida".

En 2015, lanzó su colección de ropa interior PSD.
Al comienzo de la temporada 2016–17, cambió a una dieta basada en plantas, a la cual hizo referencia en un anuncio de Nike en diciembre de 2017.
En abril de 2021, Irving anunció que está comprometido con el Islam (y otras religiones), diciendo:

"For me, in terms of my faith and what I believe in, being part of the Muslim community, being committed to Islam, and also just being committed to all races and cultures, religions, just having an understanding and respect".
"Para mí, en términos de mi fe y de lo que creo, formar parte de la comunidad musulmana, es estar comprometido con el Islam, y también simplemente estar comprometido con todas las razas y culturas, religiones, simplemente teniendo comprensión y respeto".

### Activismo social
Irving ha hecho ayuda humanitaria y donaciones a diversas causas sociales a través de su fundación K.A.I. Family Foundation.
En 2020, donó una casa a la familia de George Floyd. También pagó la deuda estudiantil de los alumnos de la Universidad de Lincoln. Y se comprometió a aportar $1,5 millones para ayudar a pagar a las jugadoras de la WNBA que optaron por no jugar durante la pandemia de COVID-19.
Ya en 2021, donó más de 300.000 dólares a bancos de alimentos el día de su cumpleaños. Y donó 17 palés de alimentos a la tribu Sioux de Standing Rock. El 29 de julio de 2021, Irving ayudó en la construcción de un centro de agua solar en Pakistán con el Paani Project a través de la K.A.I. Family Foundation.

### Teorías conspiranoicas
En febrero de 2017, dijo en una entrevista que él creía que la Tierra era plana. En una entrevista posterior, se mostró menos contundente a la hora de promover su creencia en la Tierra plana, animando a la gente a "hacer su propia investigación" sobre el tema. En septiembre de 2017, Irving negó estas afirmaciones y dijo que los medios de comunicación lo malinterpretaron ya que estaba bromeando. Sin embargo, en una entrevista de junio de 2018, cuando se le preguntó si admitiría que el mundo es redondo, dijo:

"I don't know. I really don't", and added that people should "do [their] own research for what [they] want to believe in" because "Our educational system is flawed".
"No lo sé. Realmente no lo sé", y añadió que la gente debería "hacer [su] propia investigación para lo que [ellos] quieren creer" porque "Nuestro sistema educativo es defectuoso".

En octubre de 2018, Irving se disculpó por sus comentarios originales sobre la Tierra plana.
Irving también declaró que cree en otras teorías conspirativas, como la idea de que John F. Kennedy fue asesinado porque quería acabar con el lobby bancario.
Antes de comenzar la temporada 2021-22, se negó a vacunarse contra la COVID-19, admitiendo ser antivacunas, ya que consideraba que había "sociedades secretas" que están "implantando vacunas en un complot para conectar a los negros con un ordenador maestro para "un plan de Satanás".

### Antisemitismo
El 3 de noviembre de 2022, el equipo Brooklyn Nets lo suspendió por cinco partidos sin sueldo por promocionar la película de 2018 "Hebrews to negroes: wake up black America" (Hebreos a negros: despierta América negra) que contenía mensajes antisemitas, basada en un libro homónimo, y negarse después a disculparse.

## Récords personales
| Puntos: 60 - vs Orlando Magic, 15 de marzo de 2022 Porcentaje de tiros de campo: 10-11 (.91) - vs Atlanta Hawks, 12 de enero de 2020 Tiros de campo convertidos: 20 - 2 veces Tiros de campo intentados: 36 - vs Portland Trail Blazers, 28 de enero de 2015 Tiros libres convertidos: 14 - vs Brooklyn Nets, 13 de noviembre de 2012 Tiros libres intentados: 17 - 2 veces Triples convertidos: 11 - vs Portland Trail Blazers, 28 de enero de 2015 Triples intentados: 19 - vs Portland Trail Blazers, 28 de enero de 2015 | Rebotes: 11 - 4 veces Asistencias: 18 - vs Toronto Raptors, 16 de enero de 2019 Robos: 8 - vs Miami Heat, 21 de enero de 2019 Tapones: 4 - vs Milwaukee Bucks, 21 de diciembre de 2013 Perdidas: 9 - vs Minnesota Timberwolves, 4 de noviembre de 2013 Minutos jugados: 48:22 - vs Cleveland Cavaliers, 20 de enero de 2021 |